# مروخي (المهرة)

تعديل مصدري - تعديل

مروخي هي إحدى قرى مديرية حات التابعة لمحافظة المهرة، بلغ تعداد سكانها 212 نسمة حسب تعداد اليمن لعام 2004.